# NJPW World Television Championship
L'NJPW World Television Championship è un titolo di wrestling creato dalla New Japan Pro-Wrestling. Il titolo è tuttora detenuto da Ren Narita, che ha sconfitto Jeff Cobb e Yota Tsuji a King of Pro-Wrestling il 14 ottobre 2024.

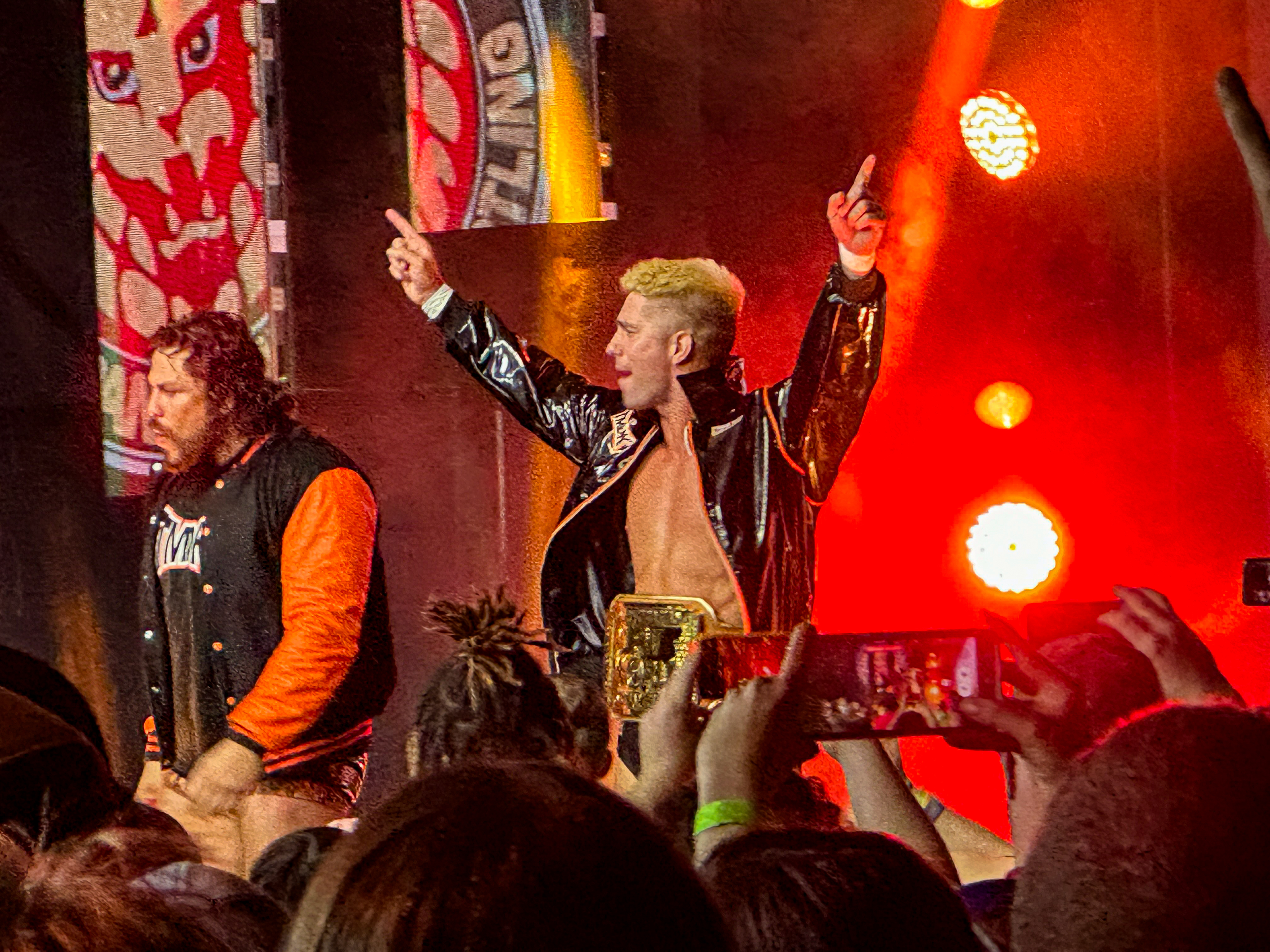
Zack Sabre Jr. (accompagnato da Bad Dude Tito) con la cintura alla vita.

## Storia
Il titolo è stato annunciato dal presidente e CEO della NJPW Takami Ohbari e dal dirigente di TV Asahi Hiroyoki Mihira, per celebrare i 50 anni di partnership fra le due aziende. Il nome del titolo non indica che si tratta di un titolo mondiale, bensì in onore del servizio streaming NJPW World, e data la natura della cintura tutti gli incontri sono disponibili sul suddetto sito. Inoltre, poiché tutti gli incontri titolati hanno durata limite di 15 minuti, lo stesso Ohbari ha invitato i talenti più giovani della NJPW a partecipare al torneo inaugurale.
Questo torneo ha avuto il suo culmine a Wrestle Kingdom 17, dove Zack Sabre Jr. ha sconfitto Ren Narita.

## Albo d'oro
| # | Campione          | Data             | Regno | Evento                   | Luogo   | Difese | Giorni | Note                                                         | Fonti |
| - | ----------------- | ---------------- | ----- | ------------------------ | ------- | ------ | ------ | ------------------------------------------------------------ | ----- |
| 1 | Zack Sabre Jr.    | 4 gennaio 2023   | 1     | Wrestle Kingdom 17       | Tokyo   | 16     | 365    | Sconfigge Ren Narita diventando campione inaugurale          | [ 4 ] |
| 2 | Hiroshi Tanahashi | 4 gennaio 2024   | 1     | Wrestle Kingdom 18       | Tokyo   | 1      | 50     |                                                              | [ 5 ] |
| 3 | Matt Riddle       | 23 febbraio 2024 | 1     | New Beginning in Sapporo | Sapporo | 2      | 49     |                                                              |       |
| 4 | Zack Sabre Jr.    | 12 aprile 2024   | 2     | Windy City Riot          | Chicago | 0      | 21     |                                                              |       |
| 5 | Jeff Cobb         | 3 maggio 2024    | 1     | Wrestling Dontaku        | Fukuoka | 3      | 161    |                                                              | [ 6 ] |
| 6 | Ren Narita        | 14 ottobre 2024  | 1     | King of Pro-Wrestling    | Tokyo   | 0      | 82     | Era un Triple Threat Match che includeva anche Yota Tsuji.   | [ 7 ] |
| 7 | El Phantasmo      | 4 gennaio 2025   | 1     | Wrestle Kingdom 19       | Tokyo   | 4      | 91     | Era un match a 4 che includeva anche Jeff Cobb e Ryohei Oiwa |       |
| 8 | Great-O-Khan      | 5 aprile 2025    | 1     | Sakura Genesis           | Tokyo   | 0      | 24     |                                                              |       |
| 9 | El Phantasmo      | 29 aprile 2025   | 2     | Hizen no Kuni            | Saga    | 2      | 112    |                                                              |       |